# Rafael Lascalea
Rafael Lascalea (* 2. September 1891) war ein argentinischer Diplomat und Politiker.

## Leben
Rafael Lascalea war Kadett an der Escuela de suboficiales „Sargento Cabral“ auf der Militärbasis Campo de Mayo. Anfang Mai 1938 erhielt er das Kommando über das 2° regimiento de infantería in Buenos Aires. Am 21. Oktober 1943 gründete Pedro Pablo Ramírez ein Amt für Propaganda und Pressewesen, das er dem Innenministerium unterstellte. Erster Leiter war ab Juli 1944 Oscar Lomuto.
Von 1945 bis Juni 1946 war Oberst Rafael Lascalea Subsecretario de informaciónes y Prensa (Leiter des Propagandaamtes) im ersten Regierungskabinett von Juan Perón. 1946 ernannte Perón Lascalea zum Gouverneur von Santa Cruz. Als solcher dekretierte Lascalea am 22. Dezember 1946 Gründung der Comisión de Fomento de Lago Argentino.
Juan Perón entsandte ihn 1951 als Botschafter zu Jawaharlal Nehru, wo er bis zum Rücktritt von Perón 1955 im Amt war.